# Ljunghusen
Ljunghusen est une localité suédoise située dans la commune de Vellinge en Scanie.
Sa population était de 2 555 habitants en 2010.